# فیلیپ آگوسته گویه

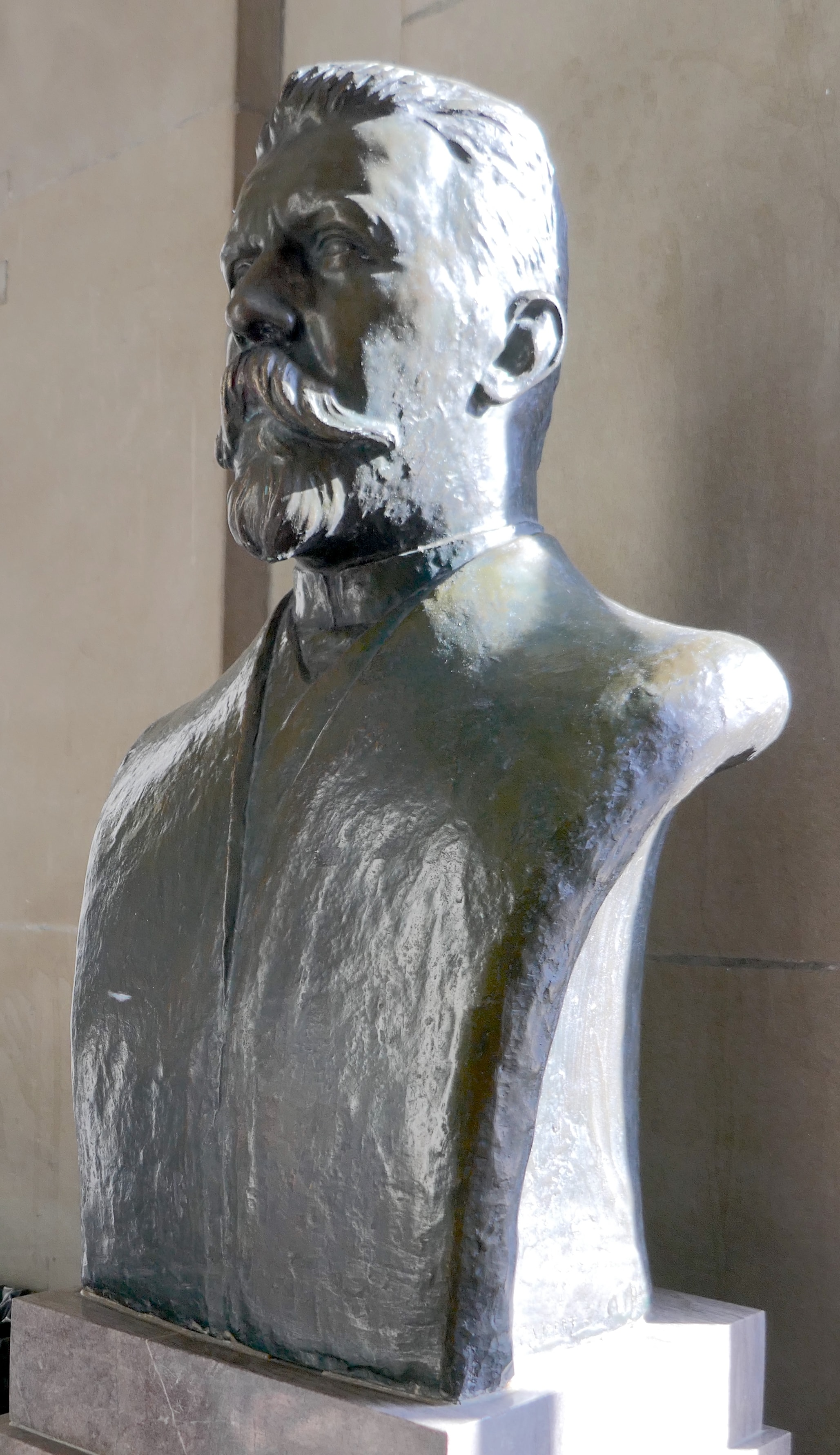
سردیس گویه

فیلیپ آگوسته گویه (فرانسوی: Philippe A. Guye‎ زاده ۱۲ ژوئن ۱۸۶۲ – درگذشته ۲۷ مارس ۱۹۲۲) یک شیمی‌دان سوئیسی و عضو آکادمی سلطنتی علوم انگلیس بود که مدال دیوی را در سال ۱۹۲۱ به دلیل تحقیقات خود در شیمی فیزیک دریافت نمود. او برادر چارلز یوجین گویه بود.